# 牛春明
牛春明（1881年—1961年），北京人，满族，中國武術家，楊氏太極拳第四代傳人。

## 生平
出生於北京。1901年開始在意大利天主教会福音医院（国施医院）学医。一次結識了前來就醫的楊氏太極拳傳人楊健侯，楊健侯終破例代子（杨澄甫）收牛春明為徒，牛春明因而成为楊氏太極拳首位外姓弟子。1907年，牛春明擔任北京救火隊醫生，恰好楊健侯也被聘為該隊之名誉武术教官，因而牛春明能時常得到楊健侯的指導。1912年起，他開始在杨澄甫身邊協助教拳，1914年在楊家武館任助教，1920年隨杨澄甫南下授拳。
1946年，牛春明於杭州定居，設立牛春明太极拳研究社，並在西湖六公园、青年会、浙赣铁路局等地教太極拳。1960年，陈云在杭州疗养時，曾隨牛春明練習太極拳；後又指示中央新闻纪录片厂和浙江电影制片厂合拍紀錄牛春明演練太極拳的纪录片《万年常青》（現僅存時常9分鐘的殘片）。
1961年去世。1998年，其家人將其生前留下的遺稿整理為《牛春明太极拳》，由浙江科学技术出版社出版。